# LeveL
LeveL est un magazine tchèque spécialisé dans les jeux vidéo, fondé en 1995 par Jan Tománek. Il est également disponible en Roumanie et en Turquie. 
C'est également l'organisateur de plusieurs compétitions de jeux vidéo en Turquie et en Roumanie, ainsi que le principal sponsor de l'équipe de Turquie lors de compétitions e-sportives internationales, comme la World Cyber Games.

## Historique
Fondé en 1995 en République tchèque, le magazine LeveL regroupe actualités, critiques, chroniques et interviews sur le thème du jeu vidéo, sur toutes ses plateformes. En plus du contenu écrit, des gadgets comme des jeux ou des posters sont parfois offerts avec le magazine.
À partir du 7 novembre 2008, le site internet du magazine LeveL est lancé, sur lequel on retrouve des critiques exclusives, des supports visuels supplémentaires ainsi qu'un forum. 
En Roumanie, la dernière édition du magazine imprimé LeveL est publiée en décembre 2013. Un successeur spirituel, le site Nivelul2 (signifiant LeveL2 en roumain) est lancé sur Internet. 